# Nascimento (piłkarz)
Oscar Francisco Nascimento (ur. 24 listopada 1909 w São Paulo, zm. 24 sierpnia 1976) – brazylijski piłkarz grający na pozycji bramkarza.

## Kariera klubowa
José Del Nero rozpoczął karierę piłkarską w klubie Palestra Itália i grał w nim do 1934 roku. Z Palestra Itália pięciokrotnie zdobył mistrzostwo stanu São Paulo – Campeonato Paulista w 1932, 1933 i 1934 roku. W latach 1936–1938 był zawodnikiem Fluminense FC. Z Fluminense trzykrotnie zdobył mistrzostwo stanu Rio de Janeiro – Campeonato Carioca w 1936, 1937 i 1938. W latach 1939–1940 grał w CR Vasco da Gama.

## Kariera reprezentacyjna
José Del Nero zadebiutował w reprezentacji Brazylii 10 marca 1940 w wygranym 3-2 meczu z reprezentacją Argentyny, którego stawką było Copa Julio Roca 1939/40. Ostatni raz w reprezentacji wystąpił 31 marca 1940 w zremisowanym 1-1 meczu z reprezentacją Urugwaju, którego stawką było Copa Rio Branco 1940. W reprezentacji wystąpił 3 razy.